# 누스타

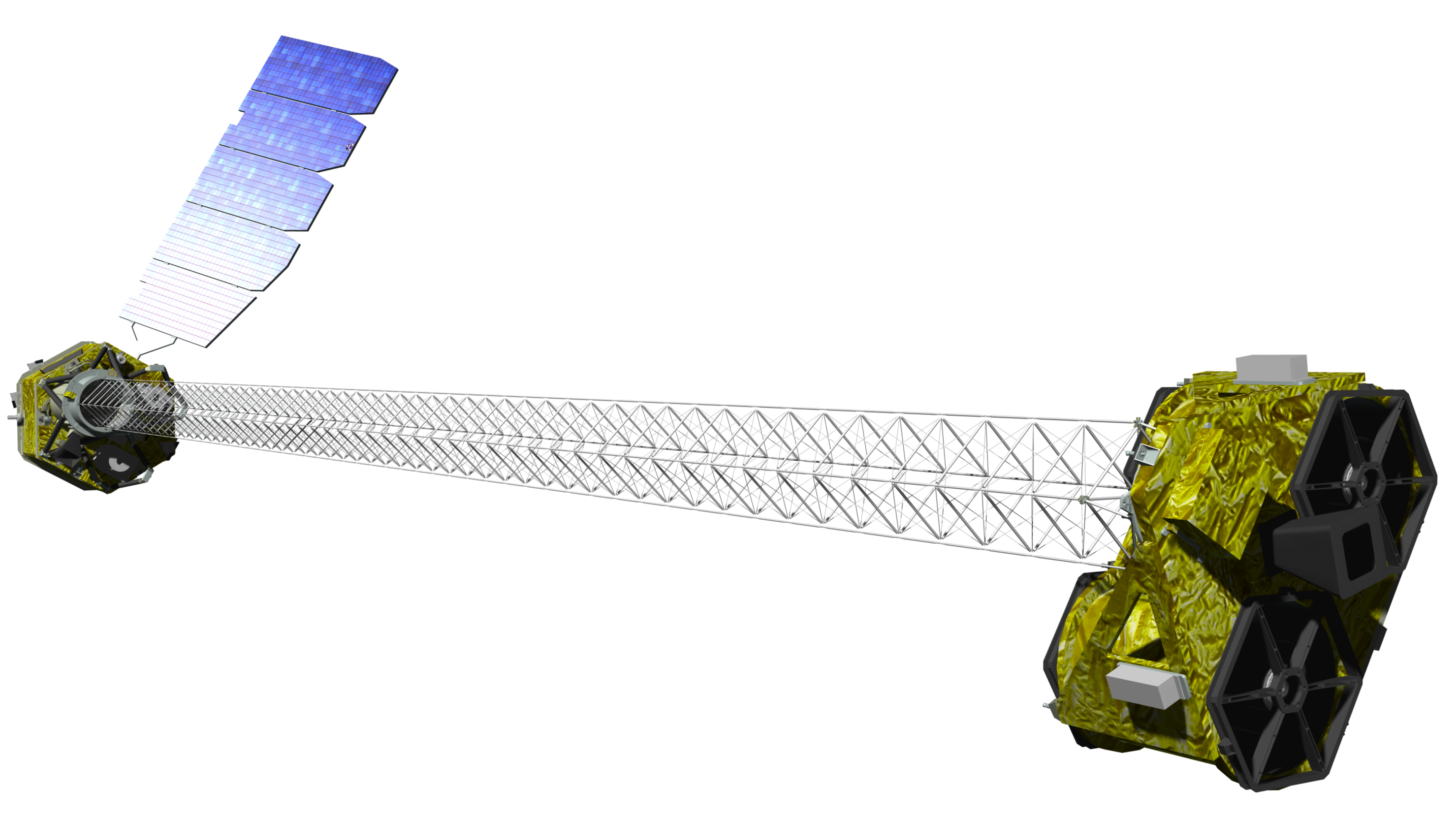

누스타(NuSTAR, Nuclear Spectroscopic Telescope Array, Explorer 93, SMEX-11)는 월터 망원경에 대한 원추형 근사치를 사용하여 특히 핵 분광학에서 천체물리학 원천의 고에너지 엑스선을 집중시키는 NASA 우주 기반 X선 망원경이다. 3~79keV 범위에서 작동한다.
누스타는 NASA의 스몰 익스플로러(SMEX-11) 위성 프로그램의 11번째 임무이자 찬드라 엑스선 관측선 및 XMM-뉴턴의 에너지를 넘어서는 에너지를 사용하는 최초의 우주 기반 직접 이미징 엑스선 망원경이다. 이전에는 발사체의 소프트웨어 문제로 인해 2012년 3월 21일에서 연기되었지만 2012년 6월 13일에 성공적으로 발사되었다.
임무의 주요 과학적 목표는 태양보다 10억 배 더 큰 블랙홀에 대한 심층 조사를 수행하고, 활성 은하에서 입자가 어떻게 매우 높은 에너지로 가속되는지 조사하고, 초신성잔해를 이미징하여 별의 거대한 폭발에서 원소가 어떻게 생성되는지 이해하는 것이다.
2년간의 기본 임무를 완료한 누스타는 운영 11년째를 맞이하고 있다.

## 같이 보기
- 익스플로러 계획
- 제임스 웹 우주망원경